# South Clearwater, Minnesota
Xã South Clearwater (tiếng Anh: South Clearwater Township) là một xã thuộc quận Clearwater, tiểu bang Minnesota, Hoa Kỳ. Năm 2010, dân số của xã này là 10 người.